# Rodrigue Biron
Rodrigue Biron (* 8. September 1934 in Sainte-Croix, Québec; † 12. August 2025) war ein kanadischer Politiker der Union nationale (UN) und später der Parti Québécois (PQ), der unter anderem zwischen 1976 und 1980 Vorsitzender der UN war.

## Leben
Rodrigue Biro, Sohn des Industriellen Paul Biron und dessen Ehefrau Germaine Boudreault, absolvierte nach dem Besuch des Institut La Mennais in Sainte-Croix und des Institut de technologie de Québec ein Studium der Fächer Management und Marketing an der Universität Laval. Er war als Vizepräsident und Generaldirektor der Gießerei „Fonderie Sainte-Croix“ und daraufhin Präsident der Gießerei „Monsarrat“ in Rivière-du-Loup. Ferner war er Präsident von „Titan Supply“ in Calgary und Vizepräsident von „Wotherspoon Sale“ in Oakville. Darüber hinaus fungierte er von 1968 bis 1973 als Direktor des Willkommenszentrums von Sainte-Croix sowie zwischen 1972 und 1975 als Präsident des Kanadischen Verbandes für Gusseisenrohrleitungen. Des Weiteren engagierte er sich als Mitglied der Knights of Columbus und bekleidete zwischen 1974 und 1976 das Amt als Präsident der Knights of Columbus of Canada.
Zu Beginn seines politischen Engagements war Biron 1962 Präsident der Föderalen Liberalen Vereinigung von Lotbinière und bekleidete von 1971 bis 1973 das Amt als Bürgermeister von Sainte-Croix. Am 23. Mai 1976 wurde er als Nachfolger von Maurice Bellemare Vorsitzender der Union nationale (UN) und bei der Wahl am 15. November 1976 für die UN im Wahlkreis „Lotbinière“ erstmals zum Mitglied der Nationalversammlung von Québec gewählt und konnte sich dabei gegen den bisherigen Wahlkreisinhaber Georges Massicotte von der Parti libéral du Québec durchsetzen. Am 3. März 1980 trat er als Vorsitzender der National Union zurück, woraufhin Michel Le Moignan kommissarischer Parteivorsitzender wurde. Zugleich trat er aus der UN aus und blieb zunächst als Parteiloser Mitglied der Nationalversammlung, ehe er am 11. November 1980 der Fraktion der Parti Québécois (PQ) beitrat. Bei der Wahl am 13. April 1981 wurde er für die PQ im Wahlkreis „Lotbinière“ wieder zum Mitglied der Nationalversammlung gewählt, der er bis zu seiner Niederlage gegen Lewis Camden von der Parti libéral bei der Wahl am 2. Dezember 1985 angehörte.
Am 30. April 1981 übernahm Rodrigue Biron im Kabinett von Premierminister von Québec René Lévesque den Posten als Minister für Industrie, Handel und Tourismus und bekleidete dieses Amt bis 25. September 1984, woraufhin er zwischen dem 25. September 1984 und dem 3. Oktober 1985 „nur noch“ Minister für Industrie und Handel im Kabinett Levesque war. Das Amt als Minister für Industrie und Handel hatte er vom 3. Oktober bis zum 12. Dezember 1985 auch im Kabinett von Premierminister Pierre Marc Johnson inne.
Nach seinem Ausscheiden aus der Nationalversammlung war Biron zwischen November 1986 und September 1997 Teilhaber des Unternehmens „Biron, Lapierre et Associés“ sowie anschließend Berater für Unternehmenstransaktionen. Am 18. Januar 1995 wurde er Mitglied des Vorstands der „Caisse de dépôt et placement du Québec“, ein institutioneller Anleger, der in der Provinz Québec das Vermögen mehrerer öffentlicher und halbprivater Rentenkassen, Sozialversicherungen, Unfallversicherungen und Sachversicherungen verwaltet, und am 5. Oktober 1995 außerdem Präsident von Technologies M4, einer Tochtergesellschaft des Elektrizitätsversorgungsunternehmens Hydro-Québec. Weiterhin übernahm er am 5. Oktober 1995 den Posten als Präsident des Vorstands der Fondation de la faune du Québec, eine gemeinnützige Organisation, deren Aufgabe es ist, die Erhaltung und Entwicklung der Tierwelt und ihres Lebensraums  unter dem Gesichtspunkt einer nachhaltigen Entwicklung im Einklang mit verschiedenen sozialen und kulturellen Faktoren zu fördern. Ferner fungierte er zwischen November 1996 und September 1998 als  Gründer und Co-Präsident des Solidaritätsnetzwerk für die Wirtschaft Quebecs (Réseau solidarité pour l'économie du Québec). Auf dem Parteitag des Bloc Québécois am 15. März 1997 kandidierte er für die Funktion als Parteivorsitzender, unterlag dabei jedoch Gilles Duceppe. Zuletzt war er von 1998 bis 2000 Mitglied des Lenkungsausschusses der Vereinigten Alternative unter der Führung von Preston Manning, dem Vorsitzenden der Reformpartei Kanadas.